# Partidul Național Democrat
Partidul Național Democrat (PND) a fost un partid politic din România format la data de 26 februarie 2015 de parlamentari ai fostului Partidul al Poporului – Dan Diaconescu (PP-DD). PP-DD s-a unit oficial ulterior cu Uniunea Națională pentru Progresul României (UNPR), după ce liderul său, Dan Diaconescu, a fost arestat și condamnat pentru șantaj.
Liderul grupului parlamentar al partidului din Camera Deputaților a fost avocatul Daniel Fenechiu. Anterior, partidul a avut un acord de colaborare cu Partidul Social Românesc (PSRO), condus de Mircea Geoană, fost președinte al Partidului Social Democrat. Ulterior, s-a unit cu Partidul Național Liberal (PNL).